# Bernal González
Bernal Manuel González Acosta (ur. 10 czerwca 1973) – kostarykański szachista, mistrz międzynarodowy od 1993 roku.

## Kariera szachowa
Od początku lat 90. należy do ścisłej czołówki kostarykańskich szachistów. Pierwszy tytuł indywidualnego mistrza kraju zdobył w 1990 r., kolejne w latach 1991, 1993, 1995, 1996, 2000, 2001, 2003, 2005 i 2006. Pomiędzy 1990 a 2012 rokiem ośmiokrotnie (w tym 3 razy na I szachownicy) wystąpił na szachowych olimpiadach, najlepszy indywidualny wynik osiągając w 1994 r. w Moskwie, gdzie zdobył srebrny medal na III szachownicy.
Do turniejowych sukcesów Bernala Gonzáleza należą m.in. dz. III m. w Valencii (2000, turniej strefowy, za Leinierem Dominguezem i Alonso Zapatą, wspólnie z Jesusem Nogueirasem), dz. I m. w San Salvador (2001, wspólnie z Juanem Carlosem Gonzalezem),  dz. I m. w Panamie (2006, wspólnie z Leonardo Valdesem) oraz I m. w Managui (2014, turniej Ruben Dario).
Najwyższy ranking w karierze osiągnął 1 marca 2014 r., z wynikiem 2482 punktów zajmował wówczas 1. miejsce wśród kostarykańskich szachistów.